# Antoninus Liberalis
Antoninus Liberalis (PIR² addenda[dode link]) was een Romeins grammaticus en mythograaf in het Oudgrieks.
Zijn levensloop is ons praktisch onbekend. De traditie maakt van hem een vrijgelaten van Antoninus Pius (of diens opvolgers), en men meent dat hij moet hebben geleefd in de tweede helft van de 2e en begin van de 3e eeuw, onder de regering van de Antonini en vervolgens de Severi.
Zijn hoofdwerk Metamorphoseon Synagoge (Μεταμορφώσεων Συναγωγή / Metamorphôséôn Sunagôgế, rond 150–160), vertoont een zekere literaire interesse want deze verzameling van eenenveertig fabels over de Griekse mythologie is vaak het enige werk waarin men sporen aantreft van veel oudere poëtische werken die niet zijn overgeleverd. Antoninus verklaart zelf onder meer de Ornithogonie van Boïos, een dichter uit de hellenistische periode, te hernemen.
Het literaire genre van mythen of veranderingen van mannen en vrouwen, heroën en nimfen, in sterren (Catasterismi), planten en dieren, of stenen en bergen, was wijdverspreid en populair in de klassieke oudheid. Dit werk heeft meer gepolijste parallellen in de beter bekende Metamorphoses van Ovidius en de Metamorphoses van Apuleius.
Zoals gezegd zijn veel van deze metamorfoses in deze compilatie nergens anders terug te vinden, en sommige zijn misschien zelfs verzinsels van de auteur. Het geheel wordt in laconiek en onderhoudend proza verhaalt. De waarde van "this completely inartistic text" (Myers) is dat het de kortste samenvattingen biedt van meer ambitieuze schrijvers, zoals Nicander en de eerder vermelde Boïos.

## Vertalingen en edities
- Antoninus Liberalis, Metamorphoseon Synagoge, introd. trad. comm. F. Celoria, Londen, 1992. ISBN 0415068967
- Antoninus Liberalis, Metamorphoseon Synagoge, ed. trad. comm. M. Papthomopoulos, Parijs, 1968. ISBN 2251000208
- Antoninus Liberalis, Metamorphoseon Synagoge 3, 5 en 37, trad. S.M. Trzaskoma, classicalmyth.com (2000-2004).

- Bibsys: 90741330
- Biblioteca Nacional de España: XX1018768
- Bibliothèque nationale de France: cb12314245n (data)
- Catàleg d'autoritats de noms i títols de Catalunya: 981058516832406706
- CiNii: DA06632517
- Gemeinsame Normdatei: 119106345
- International Standard Name Identifier: 0000 0000 7688 8860
- Library of Congress Control Number: no91011562
- Nationale Bibliotheek van Letland: 000267795
- Bibliotheek van het Japanse parlement: 01036189
- Nationale Bibliotheek van Tsjechië: jn19990000213
- Nationale Bibliotheek van Israël: 987007257591805171
- Nationale en Universitaire bibliotheek Zagreb: 000789136
- Nederlandse Thesaurus van Auteursnamen: 069806225
- Réseau des bibliothèques de Suisse occidentale: 02-A012339075
- Istituto Centrale per il Catalogo Unico: TO0V073205
- LIBRIS: 269875
- Système universitaire de documentation: 032035543
- Trove: 1010444
- Union List of Artist Names: 500056579
- Virtual International Authority File: 100898908